# アムウェイ
アムウェイ（Amway、"American Way "の略）は、家庭用日用品等の販売ネットワークビジネス（連鎖販売取引、MLM）が主事業であるアメリカ合衆国の企業。1959年にジェイ・ヴァン・アンデルとリチャード・デヴォスによって設立され、ミシガン州エイダに本社を置いている。世界100以上の国と地域で、多数の関連会社を通じてビジネスを行っている。アムウェイは、様々な国で、また米連邦取引委員会（FTC）などの機関で、ネズミ講（pyramid scheme）の疑いで調査を受けてきた。アムウェイはこれらの訴訟を解決するために数千万ドルを支払っている。
日本では1979年に営業を開始したが、2021年に勧誘者が逮捕され、2022年に消費者庁から一部業務停止命令が出た。。
ロゴマークは青赤の二色旗に横に長い地球と水平線の意匠の下にAmwayと書かれたものであったが、現在はAmwayの下に赤い放物線である。

## 概要

### 歴史
1949年、リッチ・デヴォスとジェイ・ヴァン・アンデルはダイレクトセリング（訪問販売＋連鎖販売取引）で栄養補助食品を販売するニュートリライトの販売ディストリビューターとして契約する。新しい販売業者を紹介するとその売り上げの一部を還元する仕組みなどを考案し、5000人を超える販売組織を構築した。
1959年、American Way AssociationとしてAmwayを設立。現在も出身地であるミシガン州グランドラピッズ東郊のエイダに本社を置いている。
なおアムウェイは、創業のきっかけとなったニュートリライトを1972年に買収している。

### 理念
リッチ・デヴォスは「成功を望むすべての人々にその機会を提供したい」という理念を持って会社を設立したと語っている。
1972年から使用している「SHOP WITHOUT GOING SHOPPING」（買い物に行かずに買い物が出来る）は、1975年に商標出願したが、2019年現在は失効している。

### 全米商工会議所との関係
全米商工会議所は、日本や欧州の商工会議所とは異なり民間の団体である。米国最大のロビイスト組織でもある。
アムウェイ創業者のジェイ・ヴァン・アンデルは、1979年に会頭を務めた。
アムウェイ会長のスティーブ・ヴァンアンデルは、2001年と2013年に会頭を務めた。
親子二代で会頭職を務めたのは初だった。

## 政治との関係

### 米国
創業者リッチ・デヴォスは共和党の財務委員長を務めた。
リッチ・デヴォスの息子であり元社長のディック・デヴォスは、2006年にミシガン州知事選挙に共和党代表として立候補したが、民主党現職候補に敗れた。
ディック・デヴォスの妻ベッツィ・デヴォスは、2017年から2021年1月まで11代目アメリカ合衆国教育長官を務めた。

### 日本
野田聖子元消費者行政担当相が日本アムウェイの総務と面会し、1996年に「この（マルチ）業界こそ、ベンチャービジネスのさきがけ」とマルチ業界を擁護する国会質問をしていた。また日本アムウェイの本社で講演していた。

## 著名人との関係
野口健
アムウェイのシンポジウムで基調講演を行い、またパネリストとしてシンポジウムに参加した。約2年間に渡り、アムウェイ主催の全国の海岸での清掃活動に参加。エベレスト･富士山同時清掃登山においてアムウェイから協賛を受けた。

## 文化

### 宗教
いくつかの情報源は、アムウェイの組織内のキリスト教保守的なイデオロギーの推進についてコメントしている。マザー・ジョーンズ誌は、「キリスト教の道徳と自由企業という二重のテーマによって大きく影響されている」、「私的政治軍のよう」に稼働するアムウェイのディストリビューターの力を説明した。The Cult of Free Enterpriseでは、アムウェイ内のイェーガーグループで過ごしたスティーブンバターフィールドは、「集会や政治宗教リバイバルの熱烈な感情の雰囲気の中で、マーケティングと動機付けシステム、原因、生き方を販売している。」と書いている。フィラデルフィアシティペーパー特派員Maryam Heneinは、「アムウェイの動機付けツールで使用される言語は、頻繁に共有されたキリスト教の視点の暗黙の前提で、聖書をエコーまたは直接引用している。」と述べた。
ビジネスウィーク誌のビル・ブラシックとベス・リーガンは、アムウェイの創業家たちを「熱烈な保守派、熱烈なキリスト教徒、そして共和党に多大な影響力を持つ」と特徴づけ、「リッチ・デボスは、キリスト教の信念とロックな保守主義のメッセージで部隊を充電した」と述べている。
リチャード・デボスとデクスター・イェーガーなどの高位アムウェイリーダーは、保守的なキリスト教徒に向けた映画や書籍の生産者、ゴスペルフィルムズの所有者と取締役会のメンバー、またゴスペル通信インターナショナルという右翼、キリスト教の非営利団体の共同所有者（一緒にセイラム・コミュニケーションズ）であった。イェーガーは、1983年に60ミニッツのインタビューを受け、彼は自分のアムウェイグループを通じてキリスト教を推進していることを認めたが、これは他のアムウェイグループではそうではないかもしれないと述べた。
ローリング・ストーンのボブ・モーザーは、アムウェイの元CEOで共同設立者のリチャード・デボスが、米国のドミニオニズムの政治運動とつながっていると報じた。モーザーは、デボスは故D・ジェームズ・ケネディの支援者であり、ケネディのコーラルリッジ・ミニストリーズに500万ドル以上を寄付していたと述べている。デボスはまた、右派のキリスト教団体である国家政策評議会の創設メンバーであり、会長を2度務めた。
社会学者のデビッド・G・ブロムリーは、アムウェイを宗派の特徴を持つ「準宗教法人」と呼んでいる。ブロムリーとアンソン・シュープは、アムウェイが繁栄の福音を説いていると見ている。コンサルティング会社Thinkalytics, LLCのPatralekha BhattacharyaとKrishna Kumar Mehtaは、一部の評論家はアムウェイなどの組織を「カルト」と呼び、彼らが「マインドコントロール」に従事していると推測しているが、ディストリビューターの行動を説明することができる他の説明があると推論している。すなわち、経済的見返りが少ないにもかかわらず、ディストリビューターが継続的に関与するのは、経済的満足度の低下を社会的満足度で補っているからではないか、というのである。

## 日本子会社
日本アムウェイは1977年に設立され、1979年より営業を開始した。東京都渋谷区に本社を置く。
日本国内では、サプリメントブランド「Nutrilite」、化粧品ブランド「Artistry」を主軸に、その他日用品、浄水器、空気清浄機等の自社ブランド製品を販売している。
1990年代半ば頃、日本でブームになり、1996年には売上高が2121億9500万円となるが、1997年、国民生活センターの理事長が衆議院の委員会にて、日本アムウェイ社に関する苦情・相談件数が4年連続で1000件を超えていること、社名公表を含めて検討していることを発言。これを機に、各メディアがアムウェイ商法の問題点を指摘するなど、社会問題化したことで売り上げを大きく落とし、会員数も減少に転じる。2000年には、売上高1197億円とピーク時の半分程度に急落する。上場も廃止し、株式も非公開とする。
その後は堅調に推移し、2020年12月期の売り上げは975億円、売上比率としては「栄養補給食品」が全体の約51.80 %を占める中心になり、次いで、化粧品を含む「パーソナルケア」が22.97 %、「ハウスウェア」が20.22 %を占めている。
2021年にアムウェイ入会への勧誘であることを隠して誘い出した人へ会員登録勧誘した容疑で特定商取引法違反（社名や目的の事前不告知勧誘行為）における初の逮捕者を出した。4種の違反から、消費者庁によって2022年10月14日から半年間の一部業務停止命令がされた。

### 沿革・略歴
- 1977年6月、アムウェイ・インターナショナル・インクの全額出資により、日本アムウェイ株式会社を設立[57]。
- 1979年5月、営業を開始[57]。
- 1981年6月、アムウェイ・ジャパン株式会社に社名変更。
- 1981年12月、日本アムウェイ株式会社に社名変更。
- 1991年、日本アムウェイ株式会社が株式を店頭登録[57]。
- 1994年、米国ニューヨーク証券取引所へADS（米国預託株式）を上場[57]。
- 1996年7月5日、長野オリンピックのゴールドスポンサーになったことが発表された[58]。
- 1999年、本社社屋建設[59]。
- 2000年9月26日、合併のため店頭登録取り消し[60]
- 2000年10月3日、米国ニューヨーク証券取引所上場廃止。
- 2000年10月3日、エヌ・エイ・ジェイ株式会社との合併により、日本アムウェイ株式会社は消滅。エヌ・エイ・ジェイ株式会社が日本アムウェイ株式会社に社名変更[61]。
- 2001年5月15日、日本アムウェイと東芝が戦略的提携を発表する予定だったが、東芝は、「アムウェイの販売経路に商品を乗せるが、“戦略的”という言葉は違う」と否定し、記者会見はキャンセルとなる[51]。
- 2003年、子供達の夢や希望を育てるOne by oneこども基金を設立[62]。
- 2008年9月1日、日本アムウェイ合同会社へ組織および会社名を変更[63]。
- 2011年3月14日、東日本大震災に対して1億円の義援金と支援物資を提供する予定であることを公表した[64]。
- 2011年4月より、YouTubeに公式チャンネルを開設し、商品の紹介等を配信[65]。
- 2011年11月20日より、NutriliteのテレビCMを開始。ナレーションは東幹久[66][67]。
- 2011年11月20日より、One by Oneこども基金のテレビCMを関東限定で開始。ナレーションはMAXのミーナ[66]。
- 2014年11月より、「OSUSOWAKE (おすそわけ)」をテーマとした広告宣伝を展開。テレビCM、新聞広告、交通広告、屋外大型ビジョンでの放送などを実施[68]。
- 2017年10月1日より、パラアーチェリーの大塚忠胤が所属[69][70]。
- 2018年1月、本社ビルを売却[71]。売却後も賃貸契約にて継続使用する[72]。
- 2021年11月11日、前年にアプリで知り合った人を勧誘目的だと告げずに呼び出したことで特商法違反における初の逮捕者を出した[14][15][16][73]。京都地検によって同月下旬に関係先である日本アムウェイ本社は家宅捜索された[73]。
- 2022年10月14日、社名や目的を言わずに勧誘したことなどが特商法違反に当たるとして、消費者庁が6か月の取引停止命令及び再発防止策を講じる事などを求める指示処分を出した。日本アムウェイに対する行政処分は初となる[5][4][74]。
- 2025年5月20日、渋谷区と「災害時における施設及び物資等の提供協力に関する協定」および「避難所及び帰宅困難者受入施設に係る施設提供に関する覚書」を締結[75]。

## ビジネスモデル
アムウェイに登録をおこなった個人事業主（アムウェイ・ビジネス・オーナー、略してABO、またはディストリビューターと呼ぶ。本家アメリカではインディペンデント・ビジネス・オーナー、略してIBO）による販売が主な形態である。アムウェイプラザと呼ばれる直営店やアムウェイ ショッピングメンバーとして通販での直接販売も行っている。会員らは無店舗販売会社の販売会員はそれぞれ独立した個人事業主と名目上なっているが、自身の傘下会員が新規会員を多く集める程に収入が得られる仕組みとなっている。連鎖販売取引の勧誘行為と事前に告げない勧誘活動は特定商取引法違反となる。
個人事業主は、年会費（3700円強）を支払ってディストリビューターになることで、アムウェイが扱う日用品、化粧品、サプリメントなどを、アムウェイから直接「仕入れ価格」で購入でき、それを身近な人に紹介して小売りすることで利益を得るとされる。
また、ディストリビューターは、「スポンサー活動」として、身近な人もディストリビューターになるように勧誘する活動も行う。
日本政全国の消費生活センターにおけるアムウェイに関する苦情相談件数は、2019年度317件、2020年度257件、2021年度270件、22年度（9月15日時点）109件寄せられている。日本の警察や行政機関は違法行為の横行するアムウェイへの監視を強めている。毎日新聞は、2022年10月14日からのアムウェイへの業務停止命令報道後に、新たなマルチ商法の被害を生まないためにも違法なマルチ商法が名前変更することで潜伏することへの監視が引き続き必要だと報道している。

## ブランドと商品
- アムウェイホーム

- グリスター

- G&H

- ニュートリライト 栄養補助食品

- アートリー

- アムウェイクイーン

- eSpring

- アトモスフィア

- XS エナジードリンクなど

ほか

## 批判

### カルト
いくつかのアムウェイディストリビューターグループは、新しいディストリビューターを魅了し、彼らが関与し、コミットメントを維持するために 「カルト」の戦術を使用して非難されている。ビッグ・ブラザーに類似した組織で、組織に批判的な内部関係者に対する偏執的な態度、宗教リバイバル集会のようなセミナーや集会、わずかな収入にもかかわらずディストリビューターが大きく関与しているなどの疑惑が指摘されている。1979年から1980年のウィスコンシン州の納税記録を調べたところ、ダイレクトディストリビューターは平均して918ドルの純損失を計上していた。

### 勧誘目的と事前告知しない違法勧誘問題
日本アムウェイは、ディストリビューター自身の購入金額や勧誘した人の購入金額に応じてボーナスを出しているため、スポンサー活動やその後の購買活動はたびたび強引な手段になり社会問題として挙げられることもある。
逮捕
しかしながら、2021年にディストリビューターとみられる自称自営業の女と、京都府庁職員の男が、マッチングアプリで知り合った女性に対しアムウェイの勧誘であることを隠した上で連れ出して勧誘行為をしていたとして、特定商取引法違反容疑で逮捕される事件が発生している。

### マルチ商法
2020年現在、日本アムウェイは自社のビジネスモデルは日本の法律上の「連鎖販売取引」に分類されることを自称している。米国のアムウェイも自社を「multi-level marketing」と自称している。「マルチ商法」という言葉は俗称のため法律で定義されていないが、日本での判例では「マルチ商法とは連鎖販売取引を意味することが広く社会的に承認されている」との判断がされていることや、多くの英和辞典ではmulti-level marketingにマルチ商法という日本語訳を当てていることから、アムウェイのビジネスモデルはマルチ商法であると考えることもできる。一方でアムウェイは、『「マルチ商法」が違法なビジネスや悪質商法を指している場合は、アムウェイとは全く異なるビジネスです。』と記載している一方、注釈には「アムウェイ・ビジネスのような「特定商取引に関する法律※2」で規定されている「連鎖販売取引」に該当するビジネスや、連鎖販売取引に類似した形態で不適切な勧誘などを行う不公正な取引を総称して「マルチ商法」という使われ方が多くされています。」と記載している。。

#### 山岡俊介裁判
日本アムウェイは、あっぷる出版社と著者の山岡俊介が書籍内でアムウェイのビジネスを「マルチ商法」「マルチまがい商法」と記述したことが名誉毀損に当たるとして訴訟を起こした。1999年1月29日棄却され、日本アムウェイは敗訴した。そもそもこの書籍内で「マルチ商法」であると記述した部分は存在せず、「マルチまがい商法」としか書いていなかった。アムウェイの商法が連鎖販売取引（マルチ商法）に該当しないこと、マルチまがい商法でもないということは判決でも認定されたが、実際に取材したディストリビューターと消費者の取引形態から、著者がマルチまがい商法であると信じるだけの理由があったとして名誉棄損は認められなかった。

### 不祥事
2013年にインド法人のCEOと管理職2名が「詐欺および不誠実な製品の勧誘配達」の容疑で逮捕された。約2か月後、保釈された。

## マルチ商法の告発
Skeptic's Dictionaryのロバート・キャロルは、アムウェイを「合法的なマルチ商法」と表現し、ディストリビューターの準宗教的献身は、ディストリビューターの業績率の低さを隠すために会社によって利用されていると述べている。

### 米連邦取引委員会の調査
1979年の判決で、米連邦取引委員会（FTC）は、（a）ディストリビューターは人を勧誘することで報酬を得ていない、（b）ディストリビューターに大量の動かぬ在庫を購入させることはない、（c）ディストリビューターは小売販売（月に最低10件）を維持しなければならない、（d）会社とすべてのディストリビューターは下位のディストリビューターの過剰在庫の返品を受け入れるよう求められていることからアムウェイはマルチ商法に該当しないことを明らかにした。
しかし、FTCはアムウェイを「価格操作と誇張した収入の主張で有罪」とし、同社は小売価格の操作とディストリビューター間の顧客割り当てを止めるよう命じられ、ディストリビューターがビジネスで達成できるであろう利益、収益、売上の額を偽って伝えることを禁じられた。アムウェイは、ディストリビューターの半数以上が儲かっていないこと、平均的なディストリビューターはの月収は100ドル以下であることを指摘し、そのような記述にはディストリビューターごとの実際の平均値を添えるよう命じられた。この命令は1986年の広告キャンペーンで破られ、10万ドルの罰金を科されることになった。
独立した消費者監視機関の研究では、アムウェイ型の給与プランを使用しているMLMの参加者1000人のうち990人から999人は、実際にはお金を失うことが示されている。Skeptic's Dictionaryによると、「米国では、連邦取引委員会がアムウェイに対して、「アムウェイの勧誘者の54 ％は何も稼いでおらず、残りの人は月に平均65ドル稼いでいる」というメッセージを製品に表示するよう求めている。」

### アムウェイ・インド
2006年9月、国民の告発を受け、アーンドラ・プラデーシュ州とテランガーナ州の警察（CID）は州内のアムウェイ・ディストリビューターに対する家宅捜索と押収を開始し、同社が賞金詐欺と資金循環スキーム（禁止）法に違反したとして、嘆願書を提出した。彼らは、一部のアムウェイ・ディストリビューターの事務所を含む、アムウェイ組織に関連するすべての法人事務所を閉鎖した。執行官は、同社のビジネスモデルは違法であると述べた。インド準備銀行（RBI）は、インドのアムウェイが「貨幣流通スキーム」に関する特定の法律に違反している可能性があると警察に通告しており、IB タイムズの記事では「アムウェイは製品を売ることよりも、人をディストリビューターに勧誘して儲けることが本当の目的だという人もいる」と書かれている。2008年、アンドラプラデシュ州政府は、アムウェイのメディア広告の禁止を制定した。
2011年8月6日、ケーララ州警察は、苦情を受けてコーリコード、カンヌール、コーチ、コタヤム、スリスール、コッラム、ティルヴァナンタプラムのアムウェイ事務所を封鎖した。2012年11月、ケララ州警察の経済犯罪部門は、マネーチェーン活動の取り締まりの一環として、コーリコード、トリッスール、カンヌールでアムウェイの事務所で捜索を行い、これらのセンターで同社の倉庫を閉鎖した。また、2140万ルピー（当時のレートで約40万米ドル）相当の製品も押収された。その後、捜索を受けて逮捕されたアムウェイのエリアマネージャー、P・M・ラジクマールは、14日間、司法拘留された。
2013年5月27日、ケララ州警察の犯罪課職員は、コーリコードでウィリアム・S・ピンクニー、アムウェイ・インディア・エンタープライズのマネージング・ディレクター兼CEOと他の2人の取締役を逮捕した。3人はねずみ講を運営した容疑で逮捕された。彼らは翌日保釈が認められ、事業には影響がなかった。2013年6月8日、コーリコード裁判所はケーララ州のアムウェイ事務所の凍結を解除した。2014年5月26日、ピンクニーは、アムウェイによる非倫理的な資金循環を主張する消費者の苦情に基づいて、アーンドラ・プラデーシュ州警察によって逮捕された。その後、同州で同社による財務的不正の疑いで登録された他の刑事事件でも逮捕された。ピンクニーは保釈されるまで2カ月間収監された。
2017年、チャンディーガルの裁判所は、インドアムウェイの2人の取締役、ウィリアム・スコット・ピンクニーとプリトヴァイ・ラジ・ビジュラニに対して、インド刑法420条と賞金詐欺および金銭循環スキーム（禁止）法に基づく、起訴を行った。これは、2002年に8人の原告によって提出された詐欺事件に基づいており、その後、経済犯罪部は、2012年に告発状を提出した。濡れ衣に対してアムウェイの2人の職員が提出した修正嘆願は、2018年に却下された。
2022年4月、執行長官はマネーロンダリング防止法（PMLA）に基づき、ティンドゥッカルにある同社の工場を含む₹757クロー（9500万米ドル）相当のアムウェイ・インドの動産および不動資産を銀行口座とともに差し押さえた。

### 米国における集団訴訟の和解
2010年11月3日、アムウェイは、2007年にカリフォルニア州の連邦地方裁判所に提訴された集団訴訟について、5600万ドル（現金3400万ドル、製品2200万ドル）を支払うことで和解に合意したことを発表した。この集団訴訟は、クイックスターとそのトップレベルのディストリビューター数名に対して起こされたもので、詐欺、不正行為、および被告が違法なマルチ商法として運営されていることを主張していた。
アムウェイは、この和解は不正行為や責任を認めるものではないとしながらも、訴訟の結果、事業運営に変更を加えたことを認めている。この和解案は、2011年初めに予定されていた裁判所の承認が条件となる。Amwayがビジネスモデルに加えた変更を含む和解の経済的価値は、合計1億ドルに上る。

### カナダでの集団訴訟
2009年にカナダで提起された集団訴訟は、連邦裁判所によって却下され、連邦控訴裁判所によって控訴が確定し、費用はアムウェイに、原告は仲裁に向かうこととなった。

### 規制緩和のためのロビー活動
デボーズ夫妻は、MLM がねずみ講であるかどうかを調査する FTC の能力を制限することになる、米国下院の 2018 会計年度の包括的金融サービスおよび一般政府歳出予算法案に対する、米国下院議員ジョン・ムールナーによる修正を支持した。この修正案は、財務省、司法省、中小企業庁、証券取引委員会、FTC、またはその他の機関が、当該年度のマルチ商法に対する強制措置を取るために金銭を使用することを禁ずるものであった。また、H.R. 3409、いわゆる「2016年反ピラミッドスキーム促進法」の条項を採用し、社内の人間に対して行われた販売を「最終ユーザー」に対する販売と見なすことにより、正当なMLM活動と1979年FTCのオリジナルの判例に基づいて確立されたマルチスキームの間の境界を曖昧にし、それによって、製品の実際の消費者に対する販売と、メンバー募集の一環としてまたは手数料を得るためにMLMネットワークのメンバーに行った販売という判決の重要な区別が消えてしまうことになった。改正は、コンシューマーアクション、米国消費者連盟、コンシューマーユニオン（コンシューマー・レポート誌の出版社）、消費者ウォッチドッグ、全米消費者リーグ、米国公益研究グループ（US PIRG）、およびTruth in Advertising（TINA.org）などの消費者利益団体の連合によって反対されている。

## その他の法的措置

### カナダ脱税事件
1982年、アムウェイの共同創業者であるリチャード・M・デボスとジェイ・ヴァンアンデル、およびアムウェイの法人向けサービス担当上級副社長のウィリアム・J・ディッシャーJrは、彼らが国内に持ち込む商品の価値を低く申告して1965年から1980年までにカナダ政府から2800万ドル以上を騙し取っていたという疑惑も含め、カナダでいくつかの刑事告発を受け起訴された。アムウェイとそのカナダ子会社が税関詐欺の刑事責任を認めたため、1983年に告訴は取り下げられた。同社は、当時カナダで課された最大の罰金である2500万カナダドルの罰金を支払った。1989年、同社は未払い関税を4500万カナダドルで解決した。デボスは1994年に執筆した記事の中で、自分たちが無罪だと信じていたにもかかわらず、技術的な理由で有罪答弁がなされたと述べ、この事件が「政治的理由」によって動機づけられていたと考えていると述べている。

### RIAA訴訟
アメリカレコード協会（RIAA）は、海賊版対策の一環として、1996年にアムウェイといくつかの販売会社を訴え、著作権のある音楽が「収益性の高い」トレーニング用ビデオテープに使用されたと主張した。アムウェイは、ディストリビューターの誤解によるものだとして不正を否定し、900万ドルで示談となった。関係するディストリビューターが起こした関連訴訟では、裁判所は、ビデオテープの制作を請け負っていたMahaleel Lee Lusterが、その5社のうち3社のディストリビューターに知られることなく著作権を侵害したことを立証した。

### 英国アムウェイ
2007年、英国貿易産業省による1年にわたる調査の結果、英国とアイルランドでアムウェイの事業が停止された。この調査は、アムウェイが虚偽のマーケティングを行い、過大な収益予測を提示し、ディストリビューターに偽の「モチベーションとトレーニング」ツールを購入させたとして禁止を求める動きを見せた。2008年、英国の判事は、前年に行われた大規模な改革（アムウェイが承認していないモチベーションを高めるイベントや教材の禁止など）により、製品よりもトレーニング教材の販売を優先し、収益を偽っていた会社の欠陥が修正されたとし、アムウェイの事業に対する政府の請求を棄却した。しかし、裁判官はまた、アムウェイが過去数年間、独立系セラーによる事業の「不当表示」を許し、不当表示に対して断固とした行動を取らなかったとの考えを示した。

### ウェルカム・トゥ・ライフ（ポーランド）
1997年、アムウェイ・ポーランドとネットワーク・トゥエンティワンは、ポーランド映画「Welcome to Life」（ポーランド語：Witajcie w zyciu）の制作者を名誉毀損と著作権侵害で別々に訴えた。その後、Henryk Dederko（監督）とプロデューサーは、虚偽の情報を流布した罪で無罪となった。12年間上映禁止となったこの映画は、2009年のワルシャワ映画祭の期待作のひとつで、プロモーターから「洗脳をテーマにした怖い映画」と称された。ハードセールスの「壮行会」が描かれ、ポーランドで権力を失う前の共産党の会合と似たトーンの会合であるという配給会社の発言も含まれているとされた。また、カルトと紛らわしい勧誘の仕方も描かれていた。この映画は、地元のビデオ闇市でベストセラーとなり、訴訟が進行する間、上映が禁止された。
2001年、地域裁判所はネットワーク21を支持する判決を下したが、2004年、ワルシャワ地域裁判所はアムウェイの民事訴訟を却下した。控訴審ではアムウェイが勝訴し、プロデューサーは児童慈善団体への罰金支払いと公開謝罪を命じられた。2009年現在、映画の中で揶揄された「私人」による裁判が続いているため、映画はまだ上映禁止となっている。
2012年12月18日、裁判所は映画の上映を認める判決を下したが、映画終盤の画面に「会社収入の30 ％はトレーニング教材の販売によるもので、利益の大部分はごく一部のトップディストリビューターによってのみ分配されている」と書かれていたため、製作者は「事実と異なる情報」を削除しなければならないとしている。裁判はこれだけではなく、他の理由でこの映画はまだ禁止されている。

### ドクター・フィルとシェイプアップ
2004年3月、タレントのフィル・マグロー（通称ドクター・フィル）は、米国連邦取引委員会（FTC）の調査に直面し、「シェイプアップ」シリーズのサプリメントを市場から撤去した。このサプリメントは、米国アムウェイ関連会社のアルティコア社のAccess Business Groupの子会社であるCSA Nutraceuticals社が製造していたものである。FTCは後に調査を取り下げたが、2005年10月、製品を使用した数人が、1か月120ドルもするサプリメントが体重減少を促さないと主張し、マグローに対して集団訴訟を起こしている。2006年9月、1050万ドルの和解が成立し、アルティコアは不満を持つシェイプアップの利用者に450万ドルの現金と600万ドルのニュートリライト製品を提供することに同意した。

### P&Gが悪魔崇拝者との都市伝説流布
一部のアムウェイディストリビューターは、（旧）プロクター・アンド・ギャンブルのサービスマークが実は悪魔のシンボルである、あるいはP&GのCEO自身が実践的悪魔崇拝者であるという都市伝説を流布した。（この話にはいくつかのバリエーションがあり、プロクター・アンド・ギャンブル社のCEOはサタン教会に「悪魔の爵位」を寄付しているとも言われている）。プロクター・アンド・ギャンブル社は、1990年代にこの話が再燃した背景にはアムウェイのディストリビューターの存在があると主張し、独立系アムウェイディストリビューター数社と同社を名誉毀損と誹謗中傷で提訴した。ディストリビューターは、1995年4月にアムウェイのAmvoxボイスメッセージングサービスを使用して、ダウンラインのディストリビューターに噂を送信していた。複数の州での訴訟の10年以上の後、2003年までに、アムウェイとアムウェイディストリビューターに対するすべての疑惑が却下されていた。2005年10月、ユタ州の控訴裁判所は、4人のアムウェイディストリビューターに対する訴訟を却下する判決の一部を取り消し、さらなる手続きのために下級裁判所にそれを差し戻した。元アムウェイディストリビューター4人に対する訴訟において、プロクター・アンド・ギャンブル社は、2007年3月20日にソルトレイクシティの米国連邦地方裁判所の陪審員により1925万米ドルの賠償金を受け取った。2008年11月24日、この訴訟は正式に解決した。ディストリビューターのランディ・ハウゲン（53歳、ユタ州オグデンの実業家）は、P&Gが噂によってどのような損害を受けたかを示すことができなかったと主張し、「彼らがこれほど長く追求するとは考えにくい」「私たちは唖然としている。私たち全員が」と語った。

### ベトナムでの規制違反
2017年1月、ベトナム産業貿易省は、アムウェイ・ベトナムが無許可のマルチレベル・マーケティングに従事し、連邦規制に違反したと判断した。